# Wohn- und Geschäftshaus Schillerstraße 34
Das Wohn- und Geschäftshaus Schillerstraße 34 in der niedersächsischen Kreisstadt Cuxhaven im Landkreis Cuxhaven stammt vom Anfang des 20. Jahrhunderts.
Aktuell (2024) wird es für Wohnungen, Läden und Büros genutzt.
Das Gebäude steht unter Denkmalschutz (siehe auch Liste der Baudenkmale in Cuxhaven).

## Geschichte und Beschreibung
Die Schillerstraße im Lotsenviertel – eine Fußgänger- und Einkaufsstraße – führt in Ost-West-Richtung. Hafennah wohnten hier früher bevorzugt Lotsen und Familien mit Seefahrtsberufen.
Das dreigeschossige traufständige vierachsige Gebäude auf Sockel mit ziegelgedecktem Satteldach wurde 1907 nach Plänen von August Küchenmeister gebaut. Die Schmuckfassaden wurden straßenseitig gestaltet und gegliedert mit dem verputzten Erdgeschoss mit den Läden und in den beiden verklinkerten Obergeschossen mit einer vielfältigen barockisierenden Putzornamentik im Bereich der Fenster mit Brüstungs- und Sturzzonen. Das markante obere Abschlussgesims hat ein geschweiftes Giebelfeld mit Jugendstilornamenten und einem Hermeskopf aus Stuck sowie darüber einen Giebelspieß mit einer Weltenkugel.
Das Landesdenkmalamt befand u. a.: „… Mit der Errichtung mehrgeschossiger Wohn-/Geschäftshäuser wurde das bis dahin kleinmaßstäbliche Bild der Schillerstraße nach 1900 bis zum Ersten Weltkrieg einem deutlichen Wandel unterzogen.  …“
Architekt Küchenmeister entwarf in Cuxhaven auch das Mehrfamilienhaus Burggrabenstraße 4 (1915) im Wohnblock Holstenplatz, das Wohn- und Geschäftshaus Schillerstraße 10 (1906), das Haus Seeefahrt und die Kapelle am Robert-Dohrmann-Platz.